# Valasjärvi
Valasjärvi eller Valaisjärvi är en sjö i Finland. Den ligger i kommunen Gustav Adolfs i landskapet Päijänne-Tavastland, i den södra delen av landet, 160 km norr om huvudstaden Helsingfors. Valasjärvi ligger 85,8 meter över havet. Arean är 1,23 kvadratkilometer och strandlinjen är 5,09 kilometer lång. Sjön  ingår i Kymmene älvs huvudavrinningsområde.   I omgivningarna runt Valasjärvi växer i huvudsak blandskog.